# Находище на блатно кокиче (Виница)
Вижте пояснителната страница за други значения на Находище на блатно кокиче.
Находище на блатно кокиче е защитена местност в България. Намира се в землището на село Виница, област Пловдив.
Защитената местност е с площ 17,85 ha. Обявена е на 3 юли 1970 г. с цел опазване на естествено находище на блатно кокиче. Намира се в Горнотракийския фитогеографски окръг. Разпространени са естествени и изкуствени насаждения от бяла и черна топола в съчетание с черна елша, бяла и крехка върба, бяла акация и бряст. В незаливните части на гората се срещат кучешки дрян, черен бъз, глог, повет, скрипка и други. В покрайнините виреят единични екземпляри от сребролистна липа. В откритите части на защитената територия са разпространени блатно кокиче, южна тръстика, теснолистен папур, блатна перуника и други. Тревната покривка в горската зона е от храсталачно великденче, горска метлица, градско омайниче, обикновен черновръх, хмел, киселец, момкова сълза, цикория, пача трева, теснолистен и широколистен живовляк, дяволска уста, полска хвощ, мехунка.
От животинските видове се срещат авлига, сврака, сива врана, кос, славей, дървестница, зелена крастава жаба, зелен гущер и други.
Попада в територията на защитена зона „Марица Първомай“ от Натура 2000 по директивата за птиците.
В защитената местност се забранява:
- промяна в предназначението и начина на трайно ползване на земята;
- строителство;
- разораване и разкопаване на земята;
- търсене, проучване и добив на подземни богатства;
- изкореняване на екземпляри от блатно кокиче;
- косене на тревната растителност преди 20 юни;
- паша и бивакуване на хора и домашни животни преди 20 юни;
- провеждането на дърводобивни дейности за периода 30 ноември – 20 юни, както и в случаите на преовлажнени почви;
- изкореняване на дървесната и храстовата растителност;
- залесяване с неместни за района дървесни и храстови видове;
- палене на огън.[1]